# Zanthoxylum laetum
Zanthoxylum laetum är en vinruteväxtart som beskrevs av Emmanuel Drake del Castillo. Zanthoxylum laetum ingår i släktet Zanthoxylum och familjen vinruteväxter. Inga underarter finns listade i Catalogue of Life.